# Cajah's Mountain
Cajah's Mountain és una població dels Estats Units a l'estat de Carolina del Nord. Segons el cens del 2000 tenia 2.683 habitants.

## Demografia
Segons el cens del 2000, Cajah's Mountain tenia 2.683 habitants, 996 habitatges i 726 famílies. La densitat de població era de 338,5 habitants per km².
Dels 996 habitatges en un 27,9% hi vivien nens de menys de 18 anys, en un 61,9% hi vivien parelles casades, en un 7,1% dones solteres, i en un 27,1% no eren unitats familiars. En el 23,5% dels habitatges hi vivien persones soles el 10,4% de les quals corresponia a persones de 65 anys o més que vivien soles. El nombre mitjà de persones vivint en cada habitatge era de 2,38 i el nombre mitjà de persones que vivien en cada família era de 2,79.
Per edats la població es repartia de la següent manera: un 18,3% tenia menys de 18 anys, un 7% entre 18 i 24, un 32,5% entre 25 i 44, un 24,8% de 45 a 60 i un 17,4% 65 anys o més.
L'edat mediana era de 40 anys. Per cada 100 dones de 18 o més anys hi havia 105,7 homes.
La renda mediana per habitatge era de 39.566 $ i la renda mediana per família de 43.462 $. Els homes tenien una renda mediana de 31.156 $ mentre que les dones 21.168 $. La renda per capita de la població era de 17.909 $. Entorn del 8,8% de les famílies i l'11,2% de la població estaven per davall del llindar de pobresa.

## Poblacions més properes
El següent diagrama mostra les poblacions més properes.